# Вайзенгайм-ам-Занд
Вайзенгайм-ам-Занд (нім. Weisenheim am Sand) — громада в Німеччині, розташована в землі Рейнланд-Пфальц. Входить до складу району Бад-Дюркгайм. Складова частина об'єднання громад Фрайнсгайм.
Площа — 13,72 км2. Населення становить 4302 ос. (станом на 31 грудня 2020).